# Downfall (phim 2004)
Downfall (tiếng Đức: Der Untergang) là một bộ phim chiến tranh 2004 của đạo diễn Oliver Hirschbiegel, kể về mười ngày cai trị cuối cùng của Adolf Hitler và Đảng Quốc xã.
Bộ phim được biên kịch và sản xuất bởi Bernd Eichinger, dựa trên cuốn tiểu thuyết Inside Hitler's Bunker của nhà sử học Joachim Fest; Until the Final Hour, những ký ức của Traudl Junge, một trong các thư ký của Hitler, và với Melissa Müller; ký ức của Albert Speer, Inside the Third Reich; Hitler's Last Days: An Eye–Witness Account, của Gerhardt Boldt; Das Notlazarett Unter Der Reichskanzlei: Ein Arzt Erlebt Hitlers Ende in Berlin của Tiến sĩ Ernst-Günther Schenck; và,ký ức của Siegfried Knappe, Soldat: Reflections of a German Soldier, 1936–1949.
Bộ phim được đề cử giải Oscar cho hạng mục Phim nói tiếng nước ngoài xuất sắc nhất.

## Nội dung
Bộ phim bắt đầu với cuộc sống hiện tại của Traudl Junge khi bà bày tỏ cảm giác xấu hổ khi lúc trẻ ngưỡng mộ Adolf Hitler. Vào tháng 11 năm 1942, một nhóm thư ký người Đức được hộ tống đến văn phòng của Hitler tại Hang Sói ở Rastenburg, Đông Phổ. Hitler chọn Traudl Humps là một trong các thư ký riêng của mình.
Hai năm rưỡi sau, vào ngày 20 tháng 4 năm 1945 (ngày sinh nhật thứ 56 của Hitler), ở giữa trận chiến Berlin, Tổng thư ký Traudl Humps (sau khi kết hôn là Traudl Junge) được đánh thức trong boongke của Quốc trưởng bởi âm thanh của pháo binh Liên Xô. Sau đó, Tướng Wilhelm Burgdorf và Karl Koller xác nhận với Hitler một điều ngạc nhiên là Hồng quân chỉ còn cách trung tâm thành phố 12 km. Tại tiệc sinh nhật của Hitler, Thống chế SS Heinrich Himmler và trợ thủ SS Hermann Fegelein cầu xin ông rời khỏi thành phố. Thay vào đó, Hitler tuyên bố "Tôi sẽ đánh bại họ ở Berlin, hoặc phải đối mặt với sự sụp đổ của tôi". Himmler rời Berlin với ý định đàm phán các điều kiện đầu hàng với các nước Đồng minh phương Tây mà không cho Quốc trưởng biết.
Tại một nơi khác trong thành phố, một nhóm thiếu sinh quân Hitler tiếp tục xây dựng hệ thống phòng thủ. Peter, một cậu bé trong nhóm, được thúc giục bởi bố cậu rời khỏi thành phố. Peter không vâng lời bố và sau đó đơn vị của cậu được trao tặng huân chương Thập Tự Sắt từ Hitler. Quốc trưởng nói với Peter rằng "Ta ước các tướng của ta cũng dũng cảm giống cháu". Giáo sư Ernst-Günther Schenck được lệnh sơ tán Berlin như là một phần của Chiến dịch Clausewitz. Schenck thuyết phục một vị tướng SS cho ông ở lại để chữa trị cho những người bị thương. Schenck theo lệnh của Thiếu tướng Wilhelm Mohnke mang những dụng cụ sơ cứu cho các tướng của Đế chế Thứ Ba. Sau khi vào một bệnh viện bỏ hoang, Schenck thấy xác chết chất đống dưới hầm và bệnh nhân bị bỏ rơi. Lúc đến đưa các vật dụng sơ cứu, ông không thể ngăn cản một nhóm sĩ quan SS đang hành quyết những người dân già bỏ chạy. Trong khi đó, Hitler đang thảo luận với Bộ trưởng Bộ vũ khí Albert Speer. Speer xin Hitler hãy rũ lòng thương xót cho người dân Đức, nhưng Hitler tuyên bố họ là lũ hèn nhát và không xứng đáng tồn tại trên đời này. Eva Braun bỏ qua lời thuyết phục rời Berlin của Fegelein và tổ chức một bữa tiệc cho các tướng trong tòa nhà Chancellery Reich, nhưng đạn pháo từ phía Liên Xô đã sớm kết thúc nó.
Ngày hôm sau, Tướng Helmuth Weidling nhầm lẫn nên đã ra lệnh rút quân về phía Tây và thực thi việc đến boongke. Weidling tự giải thích với Burgdorf và Hans Krebs để được chỉ huy Khu vực Quốc phòng Berlin. Trong phòng họp ở boongke, Hitler được báo cáo về việc tuyến phòng thủ Berlin đã tan rã. Alfred Jodl đã nói rằng Steiner không đủ quân mở cuộc phản công nên các kế hoạch không được triển khai. Hitler cho tất cả mọi người ra khỏi phòng họp, trừ Burgdorf, Krebs, Jodl và Wilhelm Keitel, sau đó ông đã giận dữ la mắng các tướng và quân đội. Hitler cuối cùng cũng thừa nhận chiến tranh đã kết thúc nhưng vẫn muốn ở lại Berlin và sẵn sàng tự tử.
Tướng Mohnke nổi cơn thịnh nộ khi nhìn thấy dân quân bị giết chết vô nghĩa trên đường phố. Mohnke biết rằng đó là những người dân quân Volkssturm dưới sự chỉ huy của Joseph Goebbels. Mohnke đưa họ ra khỏi làn đạn và trở về Chancellery Reich đối mặt với Goebbels. Trong quá trình tranh luận, Goebbels nói rằng ông không thương hại dân thường, như cách họ đã chọn cho số phận của họ. Hitler, Eva, Traudl và Gerda Christian thảo luận về các cách khác nhau để tự tử trong khi Krebs, Burgdorf và các tướng khác say rượu. Hitler đưa Christian và Traudl mỗi người một viên xyanua. Eva và Magda Goebbels gửi thư tạm biệt: Eva gửi cho chị gái và Magda gửi cho đứa con trai đã lớn, Harald Quandt. Trên đường phố Berlin, những người lính trẻ đang bị tiêu diệt bởi quân lính Liên Xô.
Hitler, với nước Đức đã thua cuộc, mất ý thức về thực tại. Thống chế Keitel được lệnh tìm Đô đốc Karl Dönitz, Hitler tin rằng quân đội đang tập hợp ở phía Bắc và giúp ông đề ra những kế hoạch tấn công nhằm chiếm lại mỏ dầu ở Rumani. Oberscharführer Rochus Misch, chịu trách nhiệm cho đài phát thanh của Quốc trưởng, nhận được một bức điện tín từ Thống chế Không quân Hermann Göring, yêu cầu chính để nhận được lệnh. Bormann đọc bức điện tín cho Hitler, Göring yêu cầu sự cho phép để trở thành người đứng đầu đất nước và yêu cầu xác nhận vào lúc 10:00 tối, lúc đó ông sẽ toàn quyền nếu không có phản ứng. Walther Hewel cố gắng biện minh cho hành động của mình nhưng Bormann và Goebbels tuyên bố hành động của Göring là tội phản quốc, Hitler ra lệnh bắt giữ Göring và bãi bỏ chức vụ của ông. Speer thúc giục Hitler lần cuối cùng nhằm ngăn chặn những lệnh tiêu thổ, nhưng Hitler phớt lờ. Speer thú nhận với Hitler rằng ông không bao giờ thực hiện các kế hoạch và trực tiếp bãi bỏ các lệnh của Hitler bằng cách bí mật chỉ đạo các tướng trong khu vực phản lệnh của Hitler. Hitler rõ ràng bị kích động do các tin báo nhưng không phạt Speer và cho phép ông rời khỏi thành phố.
Hitler triệu Tướng Robert Ritter von Greim và người tình của ông, Hanna Reitsch, đến hầm. Quốc trưởng bổ nhiệm von Greim làm Tổng tư lệnh Không quân và cần xây dựng nó lại. Trong bữa ăn tối, Hitler đã nhận được một báo cáo nói rằng Himmler đã cố gắng thương lượng một thỏa thuận hòa bình với các nước Đồng minh phương Tây. Bị phản bội bởi người mà ông tin cậy nhất, Hitler đã nổi giận kinh thiên nhất từ trước đến nay. Ông ra lệnh cho von Greim và Reitsch rời Berlin, nói với Dönitz, người đang chuẩn bị một cuộc tấn công gọng kìm với Thống chế Albert Kesselring, rằng phải bảo đảm Himmler bị trừng phạt. Hitler còn chắc chắn với von Greim sẽ có nhiều máy bay phản lực trong kho dự trữ (thực ra không tồn tại). Reichsphysician SS Ernst-Robert Grawitz, người đứng đầu Hội chữ Thập Đỏ Đức và chịu trách nhiệm cho các thí nghiệm y học trên người, xin phép rời khỏi Berlin vì sợ bị trừng phạt chống lại ông và gia đình của mình. Hitler từ chối yêu cầu của ông, bảo đảm ông không có gì phải xấu hổ và thế hệ tương lai sẽ "cảm ơn ông" vì nghiên cứu y tế của ông. Grawitz trở về căn hộ và giết chết cả gia đình bằng cách tự sát bằng lựu đạn trong bữa ăn tối.
Hitler muốn nói chuyện với Fegelein về sự phản bội của Himmler, nhưng không tìm thấy Fegelein. Hitler ngay lập tức nghi ngờ Fegelein, với một số bằng chứng cho thấy anh đã trốn khỏi boongke và có kế hoạch trốn khỏi đất nước. Hitler yêu cầu phải tìm thấy Fegelein và anh phải bị tra vấn. Một đội RSD bắt Fegelein tại nhà của anh. Bất chấp lời cầu xin từ Eva hãy tha mạng cho Fegelein (Fegelein là anh rể của Eva), Hitler vẫn tuyên bố Fegelein là kẻ đào ngũ phản bội. Ngay sau đó Fegelein bị xử bắn bởi Peter Högl. Weidling báo cáo không thể bảo vệ cánh trái và không quân cũng không thể hỗ trợ. Mohnke báo cáo rằng Hồng quân đang cách Chancellery Reich từ 300 đến 400 mét và lực lượng phòng thủ chỉ cầm chân họ lâu nhất là khoảng một đến hai ngày. Hitler bác bỏ bản báo cáo và cam đoan Quân đoàn 12 của Tướng Walther Wenck sẽ cứu họ. Sau khi Hitler rời khỏi phòng hội nghị, Weidling hỏi các tướng lĩnh khác rằng Wenck thật sự không thể tấn công, tất cả đều đồng ý nhưng họ không muốn đầu hàng.
Ngày hôm sau, Hitler cho lập di chúc và chứng minh cho thư ký riêng của mình, Traudl Junge, trước khi kết hôn với Eva. Hitler ra lệnh cho Goebbels rời khỏi Berlin nhưng Goebbels bác bỏ mệnh lệnh, có ý chết cùng Hitler. Khi trợ thủ của Hitler là Otto Günsche cuối cùng cũng đem câu trả lời của Keitel rằng Wenck không thể mở cuộc phản công ở Berlin, Hitler vẫn nói sẽ không bao giờ đầu hàng. Ông cũng cấm các tướng lĩnh đầu hàng. Hitler sau đó ra lệnh cho Günsche thiêu xác của ông và Eva. Tiến sĩ Schenck, Tiến sĩ Werner Haase và y tá Erna Flegel được triệu đến boongke và đích thân Hitler cảm ơn vì đóng góp của họ trong công tác y tế. Tiến sĩ Haase giải thích với Hitler phương pháp tốt nhất để tự sát cũng như việc giết con chó Blondi của Quốc trưởng, Tiến sĩ Schenck đã chứng kiến cảnh này. Eva trìu mến tặng cho Traudl chiếc áo khoác lông đắc nhất của mình và bắt Traudl hứa phải chạy trốn khỏi hầm. Hitler ăn bữa ăn cuối cùng trong đời trong im lặng với Constanze Manziarly và thư ký của ông. Quốc trưởng tạm biệt các nhân vật trong boongke, trao cho Magda huy hiệu Golden Party Badge #1, sau đó đi vào phòng với Eva. Magda điên cuồng với ý nghĩ không còn Hitler và khả năng giết con mình, Magda cầu xin Hitler hãy thay đổi ý định. Ông phát biểu rằng "Ngày mai, hàng triệu người sẽ nguyền rủa tôi, nhưng số phận đã định".
Adolf và Eva Hitler lui vào phòng riêng của họ rồi tự tử. Thi thể của họ được đưa ra vườn Chancellery Reich. Ở đó xác của họ được tưới xăng trong một cái hố nhỏ. Từ lối vào hầm, một số tay sai trung thành chào theo kiểu của Đức Quốc Xã trước ngọn lửa đang bốc cháy. Sau đó, Tướng Krebs cố gắng liên lạc với bên Liên Xô để đàm phán hòa bình với Trung tướng Vasily Chuikov. Chuikov chỉ đàm phán nếu phía Đức chịu đầu hàng vô điều kiện, Krebs không chấp nhận và về trắng tay.
Không chấp nhận một đất nước không có chủ nghĩa quốc xã, Magda đầu độc sáu đứa con của mình trong khi chồng cô chờ bên ngoài. Sau đó vợ chồng Goebbels ra vườn Chancellery Reich, tại đây Joseph bắn vợ và tự tử. Một nhóm lính SS cầm xăng nhanh chóng tiến lại xác chết hai vợ chồng để hỏa táng. Những người còn lại trong boongke quyết định phải trốn thoát khỏi vòng vây của quân Liên Xô. Krebs và Burgdorf tự tử, những người còn lại đều ra ngoài. Nhiều người trong số những người cố gắng trốn thoát thì bị giết hoặc tự tử. Weidling thông báo với toàn dân Berlin là Quốc trưởng đã tự tử và ông kêu gọi mọi người hãy ngừng bắn.
Trong khi đó, Schenck và Hewel ở lại với Mohnke và đội quân SS của ông, Mohnke đang thảo luận những việc cần làm khi Hồng quân đến. Schenck cố gắng lay chuyển Hewel, người đã hứa với Hitler là sẽ tự tử khi quân Liên Xô đến. Khi nghe tin nước Đức đã đầu hàng, Hewel và một số sĩ quan SS đã tự tử, làm tinh thần của Schenck vụn vỡ. Trên đường phố, Peter thấy các đồng đội của mình đã hi sinh. Peter đi vào một căn hộ gần đó và thấy bố mẹ mình đã bị hành hình.
Trong sự hỗn loạn khi thành phố sụp đổ, Traudl Junge và Peter gặp nhau trong một khu vực quân Đức đầu hàng còn Hồng quân thì đang nhảy múa khi biết chiến tranh đã chấm dứt và đối thủ đã thua cuộc. Mohnke khuyên Traudl đừng nhìn vào mắt của lính Hồng quân, Traudl và Peter nắm tay nhau đi qua nhóm lính Liên Xô và tìm cách thoát ra ngoài.
Tiến lên phía trước, Traudl bắt gặp ánh mắt của một người lính Hồng quân say xỉn và có vẻ như cô sẽ bị ép vào vòng tròn của một đám đàn ông bặm trợn. Peter kéo tay Traudl và họ đi nhanh hơn. Tại chân cầu, Peter tìm được một chiếc xe đạp và cả hai nhanh chóng đạp xe rời khỏi Berlin cùng nhau. Số phận của các nhân vật được nói đến thông qua những dòng chữ ở đoạn cuối và hình ảnh Traudl Junge thực sự khi già xuất hiện kết thúc bộ phim.

## Diễn viên
- Bruno Ganz vai Quốc trưởng Adolf Hitler
- Alexandra Maria Lara vai Traudl Junge
- Ulrich Matthes vai Bộ trưởng Tuyên truyền Đức Quốc xã Joseph Goebbels
- Corinna Harfouch vai Magda Goebbels
- Juliane Köhler vai Eva Braun
- Thomas Kretschmann vai Trợ lý SS Hermann Fegelein
- Heino Ferch vai Albert Speer
- Christian Berkel vai Ernst-Günther Schenck
- André Hennicke vai Chuẩn tướng SS Wilhelm Mohnke
- Götz Otto vai Thiếu tá SS Otto Günsche
- Ulrich Noethen vai Thống chế SS Heinrich Himmler
- Christian Redl vai Thượng tướng Alfred Jodl
- Rolf Kanies vai Tổng tư lệnh lục quân Hans Krebs
- Michael Mendl vai Tướng Helmuth Weidling
- Matthias Habich vai Giáo sư - Tiến sĩ Werner Haase
- Birgit Minichmayr vai Gerda Christian
- Dietrich Hollinderbäumer vai Thống chế Robert Ritter von Greim
- Dieter Mann vai Thống chế Wilhelm Keitel
- Justus von Dohnányi vai phó tướng của Adolf Hitler Wilhelm Burgdorf
- Alexander Held vai Walther Hewel
- Thomas Thieme vai Tướng Martin Bormann
- Donevan Gunia vai Peter Kranz
- Hans H. Steinberg vai Karl Koller
- Heinrich Schmieder vai Phân toán trưởng Rochus Misch
- Igor Romanov vai Trung tá SS Peter Högl
- Igor Bubenchikov vai Franz Schädle
- Anna Thalbach vai Hanna Reisch.

## Đón nhận
Bộ phim được đề cử giải Oscar năm 2005 cho hạng mục Phim nói tiếng nước ngoài xuất sắc nhất. Nó còn chiến thắng giải World Cinema competition năm 2005 của đài BBC Four.
Bộ phim được quay chủ yếu xung quanh và ở trong boongke của Hitler. Hirschbiegel cố gắng tái tạo cái nhìn, không gian thông qua các nhân chứng còn sống và các nguồn tư liệu lịch sử. Theo ghi chú trên đĩa DVD, Downfall được quay ở Berlin, Munich, và trong một quận ở Saint Petersburg, Nga, với nhiều toà nhà được thiết kế bởi kiến trúc sư người Đức, được cho là giống với Berlin những năm 1940. Bộ phim đứng thứ 48 trong danh sách "100 phim điện ảnh thế giới xuất sắc nhất" của tạp chí Empire năm 2010.
Ở trong Rotten Tomatoes, bộ phim giành được những đánh giá tích cực, 91% từ 133 lời phê bình (121 "tươi", 12 "thối") với số điểm trung bình là 8.0/10. Metacritic cho nó với số điểm 82 trên 100, từ 35 nhà phê bình.

## Chỉ trích
Tác giả Giles MacDonogh chỉ trích bộ phim đã miêu tả Wilhelm Mohnke và Ernst-Günther Schenck quá tốt. Có tin đồn cho rằng (dù không được chứng minh là có thật) Mohnke đã ra lệnh sát hại một nhóm tù binh Anh trong vụ thảm sát Wormhoudt gần Dunkirk năm 1940, còn Schenck trong một thí nghiệm với cây thuốc vào năm 1938 đã dẫn đến cái chết của một số tù binh trong trại tập trung. Khi trả lời cho những chỉ trích này, đạo diễn bộ phim, trong các bài bình luận ở DVD, đã khẳng định ông đã tự nghiên cứu riêng và không thấy những lời cáo buộc Schenck được thuyết phục. Hơn nữa Mohnke mạnh mẽ phủ nhận những lời buộc tội chống lại ông, nói với nhà sử học Thomas Fischer, "Tôi không ra lệnh giết những tù binh Anh hay giết họ."

## Parodies
Bộ phim là nguồn cảm hứng cho các video chế về Hitler, thường được gọi là "Hitler Rants". Một cảnh trong phim, trong đó Hitler chửi dữ dội khi cuối cùng nhận ra rằng chiến tranh đang sắp kết thúc, đã trở thành một phần chính của các video trên internet. Trong các video này, âm thanh gốc của tiếng Đức được giữ lại, nhưng phụ đề mới được thêm vào để Hitler và cấp dưới của ông dường như phản ứng thay vì vấn đề thụt lùi trong chính trị, thể thao, giải trí, văn hóa đại chúng hay cuộc sống hàng ngày ngày nay.
Đến năm 2010, đã có hàng ngàn video chế như vậy, có nhiều video trong đó Hitler tức giận khi mọi người tiếp tục thực hiện parodies về Downfall. Các video chế đó, cũng như chính bộ phim, cũng đã đạt được sự đón nhận rất tốt, tạo ra một cộng đồng người dùng YouTube tự gọi mình là "Untergangers", dành cho việc thực hiện các video liên quan đến Downfall. Một số người trong số họ đã trích dẫn lý do của họ để thực hiện các parodies. Stacy Lee Blackmon, một người dùng YouTube được biết đến với việc duy trì kênh Hitler Rants Parody, có hơn 1.800 video với tên của anh ấy vào tháng 10 năm 2018, anh ấy cũng đã thực hiện các video này trong 10 năm. Trong một cuộc phỏng vấn với tạp chí Kobra của Thụy Điển, Blackmon đã phủ nhận rằng các Untergangers là những người đồng tình với chủ nghĩa phát xít mới và tuyên bố rằng cộng đồng Unterganger chê bai chủ nghĩa phát xít.
Đạo diễn của bộ phim, Oliver Hirschbiegel, đã nói rất tích cực về những parodies này trong một cuộc phỏng vấn năm 2010 với tạp chí New York, nói rằng nhiều trong số đó là hài hước và chúng là một phần mở rộng phù hợp của mục đích của bộ phim: "Điểm của bộ phim là để đá những điều kinh khủng này từ ngai vàng thành ác quỷ, biến chúng thành hiện thực và hành động của họ thành hiện thực. Tôi nghĩ sẽ công bằng nếu bây giờ nó được coi là một phần của lịch sử của chúng tôi và được sử dụng cho bất kỳ mục đích nào mà mọi người thích. "Tuy nhiên, Constantin Film có đã đưa ra một cái nhìn "không rõ ràng" về các video chế này và đã yêu cầu các trang web video loại bỏ nhiều trong số chúng. Vào ngày 21 tháng 4 năm 2010, các nhà sản xuất đã bắt đầu xóa parodies khỏi YouTube. Điều này đã khiến cộng đồng Untergangers tức giận.
Vào tháng 10 năm 2010, YouTube đã ngừng chặn các video chế có nguồn gốc từ Downfall. Corynne McSherry, một luật sư chuyên về sự sở hữu trí tuệ và các vấn đề về tự do ngôn luận cho Electronic Frontier Foundation, nói: "Tất cả các video nhại lại mà tôi từng xem là những trường hợp sử dụng rất công bằng và vì vậy chúng không vi phạm, và họ không nên bị gỡ xuống. "Constantin Film tiếp tục sản xuất và phân phối bộ phim hài có chủ đề Hitler (2015), bao gồm một cảnh giả mạo kéo dài về cảnh bị nhại lại từ Downfall.
Vào tháng 1 năm 2012, Nghị sĩ Lao động Anh Tom Harris đã từ bỏ vai trò cố vấn Internet của mình sau phản ứng bất lợi của truyền thông đối với sự nhại lại của ông nhạo báng Bộ trưởng Thứ nhất Scotland Alex Salmond.
Vào tháng 7 năm 2013, Jefferies Group, một công ty đầu tư của Mỹ, đã bị tòa án Hồng Kông yêu cầu trả 1,86 triệu đô la cho người đứng đầu giao dịch vốn cổ phần Grant Williams vì đã sa thải anh ta vì đã gửi một bản tin liên quan đến video nhại lại Hitler, chế giễu JPMorgan Chase & Giám đốc điều hành của Công ty Jamie Dimon.